# Christian Schad

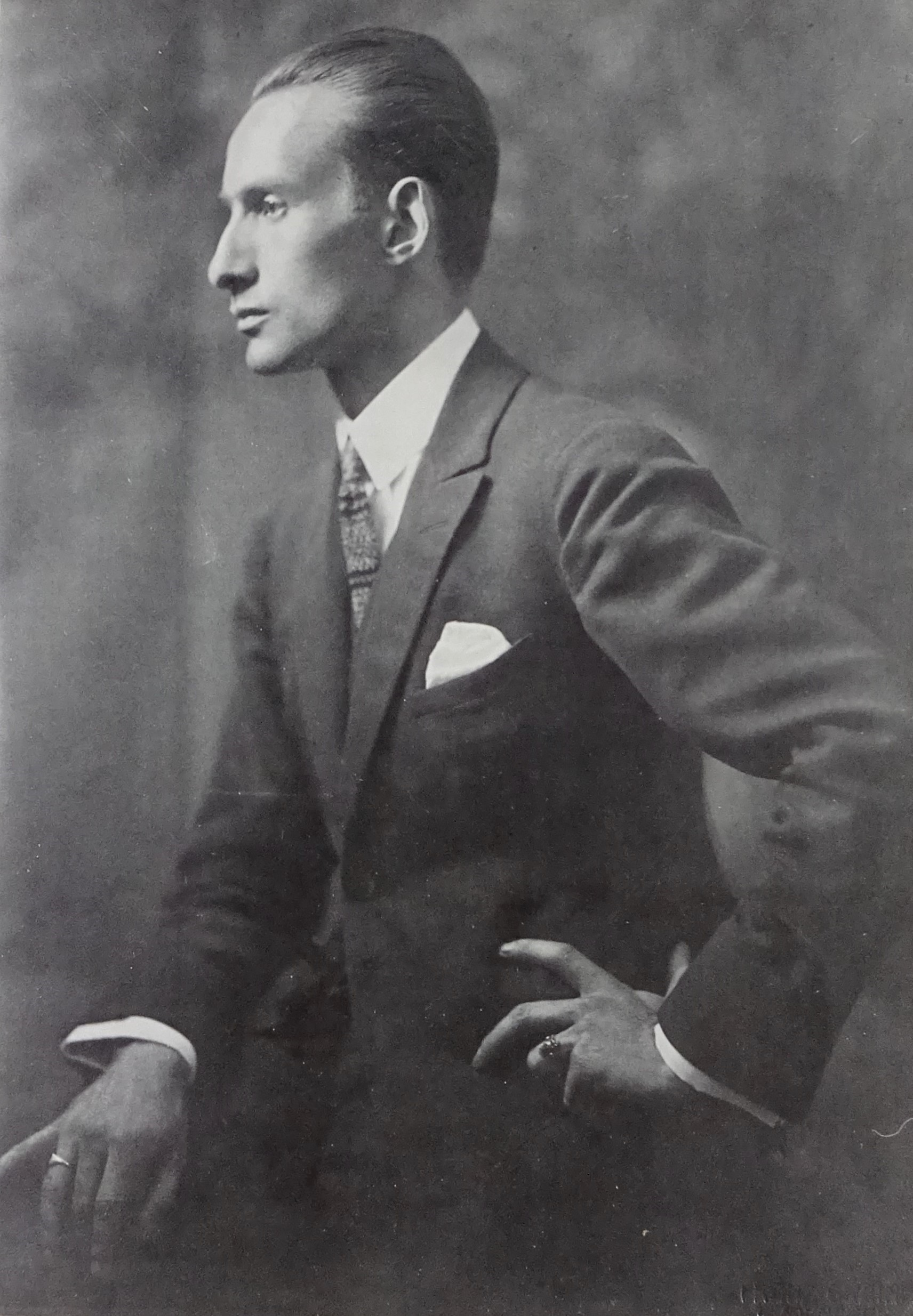
Fotoporträt Christian Schads von Franz Grainer (1912)

Christian Schad (* 21. August 1894 in Miesbach, Oberbayern; † 25. Februar 1982 in Stuttgart) war ein deutscher Maler der Neuen Sachlichkeit. Er wird neben Otto Dix, George Grosz, Rudolf Schlichter, Karl Hubbuch und Richard Ziegler zu den wichtigsten Vertretern des Verismus gezählt. Sein Nachlass wird von der Christian-Schad-Stiftung in Aschaffenburg aufbewahrt.

## Leben und Werk

### Kindheit und Jugendjahre
Christian Schad war Sohn des Geheimen Justizrates Carl Schad und dessen Frau Marie, geborene Fohr.  Kurz nach seiner Geburt zog die Familie zurück nach München. Gemeinsam mit seiner Schwester wuchs er in behüteten, kultivierten Verhältnissen auf, die Eltern unterstützten früh die musischen Neigungen der Kinder. Durch den Vater bestanden enge Bindungen zum bayerischen Königshaus. Mit 18 Jahren verließ Schad das Gymnasium und schrieb sich an der Kunstakademie in München ein. Er studierte bei Heinrich von Zügel und Carl Johann Becker-Gundahl, brach aber das Studium nach wenigen Semestern ab, weil er sich „nicht prüfen lassen wollte“. Er mietete sich im Künstlerviertel Schwabing ein Atelier, wo erste expressionistische Holzschnitte entstanden. Unweit seines Ateliers fanden wichtige zeitgenössische Kunstausstellungen statt, und mit der Redaktionsgemeinschaft „Der Blaue Reiter“ entstand in München ein wichtiger Wegbereiter der Moderne. 1914 reiste Christian Schad zu einem Studienaufenthalt ins holländische Volendam.

### Dada in der Schweiz
Nach Ausbruch des Ersten Weltkrieges simulierte er einen Herzfehler, um der Einberufung zur Infanterie zu entgehen, und floh 1915 in die neutrale Schweiz nach Zürich. Dort wurde er Zeuge der Entstehung der Dada-Bewegung um Hans Arp, Hugo Ball und Emmy Hennings. Er besuchte deren Veranstaltungen im Cabaret Voltaire. Mit dem Dichter Walter Serner verband ihn eine enge Freundschaft; Schad unterstützte ihn bei der Gründung der Monatszeitschrift Sirius und verschiedenen Dada-Aktionen. Er veröffentlichte Holzschnitte in avantgardistischen Zeitschriften und eine Grafikmappe. Ende 1916 zog er nach Genf, machte Malstudien in der dortigen „Irrenanstalt“ und begann seine eigentliche Dada-Phase. 1919 führten Materialexperimente zu den später nach ihm benannten Fotogrammen (Schadographien), auf lichtempfindlichen Platten erzeugten Konturbildern, ähnlich den Rayographien von Man Ray. Zudem arbeitete er an Holzreliefs, kubistisch geprägten Ölbildern und weiteren Holzschnitten.

### Neue Sachlichkeit
Nach kurzem Aufenthalt in München hielt sich Schad ab 1920 mehrere Jahre in Rom und, gemeinsam mit Serner, in dem für ihn interessanteren, weil „kulturärmeren“ Neapel auf. Dort entstanden erste realistische Porträts. 1923 heiratete er die Römerin Marcella Arcangeli, im Jahr darauf wurde der Sohn Nikolaus geboren. Mit Einwilligung des Vatikans malte Schad im Winter 1924 ein Porträt von Papst Pius XI. 1925 übersiedelte die Familie nach Wien, wo sie schnell Anschluss an das gesellschaftliche Leben fand. Schad beteiligte sich an der Ausstellung Die Neue Sachlichkeit bei Neumann-Nierendorf in Berlin. Für eine siebenbändige Werkausgabe von Serner entwarf er die Umschlagzeichnungen.
Nach der Trennung von seiner Frau ging Schad 1928 nach Berlin, von wo er Reisen nach Paris und Schweden unternahm. Zahlreiche Kontakte aus der Schweizer Zeit erleichterten ihm den Ortswechsel. Schad führte ein Leben als Dandy und bewegte sich sowohl in der Kunstszene, als auch in Salons, Tanzbars und Nachtlokalen. Er beteiligte sich mit einigen Zeichnungen an dem von Curt Moreck verfassten Führer durch das „lasterhafte“ Berlin, einer Schilderung des Berliner Nachtlebens um 1930. Schads Figuren und Motive spiegeln die mondäne Seite der „goldenen“ zwanziger Jahre wider. 1931 ertrank seine Frau beim Baden im Meer, der Sohn kam zu den Großeltern.
Die etwa 30 Porträts aus der Zeit zwischen 1925 und 1930 werden zur Neuen Sachlichkeit gezählt: Lotte und Sonja, die exemplarisch für den neuen selbstbewussten Frauentyp mit Bubikopf und Zigarette stehen; Graf St. Genois und Freundinnen, Sinnbilder eines erotisierten Großstadtlebens; Baroness Vera von Wassilko, als stilvoll aussehende junge Frau zwischen zwei Männern, einer hellhäutig, der andere dunkelhäutig; Egon Erwin Kisch, der „rasende Reporter“; Maika, Schads Freundin zu dieser Zeit; Agosta, der Flügelmensch, und Rasha, die schwarze Taube, die als Artisten auf einem Jahrmarkt arbeiteten; und die Operation. Schad war ein Meister des kühlen, sachlichen Farbauftrags, er galt als einer der besten Maler der menschlichen Haut. Dafür verwendete er die zeitaufwendige Lasurtechnik.

### Ein Meisterwerk
1927 malte Christian Schad sein Selbstporträt mit Modell, das heute zu den bekanntesten und am meisten reproduzierten Werken des Künstlers und der Neuen Sachlichkeit überhaupt gehört. Schonungslos setzt sich Schad dem eigenen Blick aus; als „Maler mit dem Skalpell“, der seine Modelle und sich selbst mit kühler Sachlichkeit seziert. Sein Blick ist misstrauisch, die Atmosphäre des Bildes unterkühlt, fast eisig. Die dargestellten Personen haben sich nichts zu sagen. Nach vollzogenem Akt ist jeder mit sich selbst beschäftigt, der Mann im Dreiviertelporträt und die Frau im Profil scheinen sich bewusst voneinander abzuwenden. Ein Bezug besteht lediglich im Körperlichen: die Frau ist fast gänzlich unbekleidet, ein angedeuteter roter Strumpf am linken Bildrand und eine Schleife am Handgelenk bilden die einzigen Akzente. Schad selber kleidet sich in ein grünlich-transparentes Hemd, das über der Brust geschnürt ist – ein stärkerer Eindruck, als säße er vollkommen nackt da. Vor einem bühnenhaft verschleierten Hintergrund mit dunklem Himmel und Schornsteinen steht hell eine einzelne Blüte als Symbol für den Narzissmus der Figuren. Die Frau mit ihrem dunklen Pagenschnitt und Seitenscheitel entspricht einem in den zwanziger Jahren populären Frauentypus: weder besonders schön noch abstoßend, entspringt ihre Physiognomie jenem Authentizitätsanspruch, mit dem speziell die Veristen in dieser Zeit das Porträt neu auffassen. Schad berichtete, das Gesicht der Frau sei das einer Unbekannten, die er als Kundin in einem Schreibwarengeschäft gesehen habe. Der sfregio, die Gesichtsnarbe, sei eine Art „Liebesbeweis“: die Frauen in Neapel hätten voller Stolz solche Narben zur Schau getragen, die ihnen vom eifersüchtigen Ehemann oder Liebhaber beigebracht wurden.

„Ich sehe eine Hand, wie zum Beispiel bei dem Schießbudenmädchen auf meinem Selbstporträt, diese Hand, dieses Mädchen, hat mich fasziniert. Mir war ganz gleichgültig, wie das Mädchen aussah, aber die Hand war es, und dahinter diese Schießbude, also eine lebendige Hand neben einer gemachten Sache. Also ich meine, nicht industriell gemacht oder brauchbar gemacht, sondern einfach für das Amüsement der Menschen ist diese Schießbude gemacht und davor diese lebendige Hand mit diesem kleinen Schleifchen daran.“

### Zeit des Nationalsozialismus

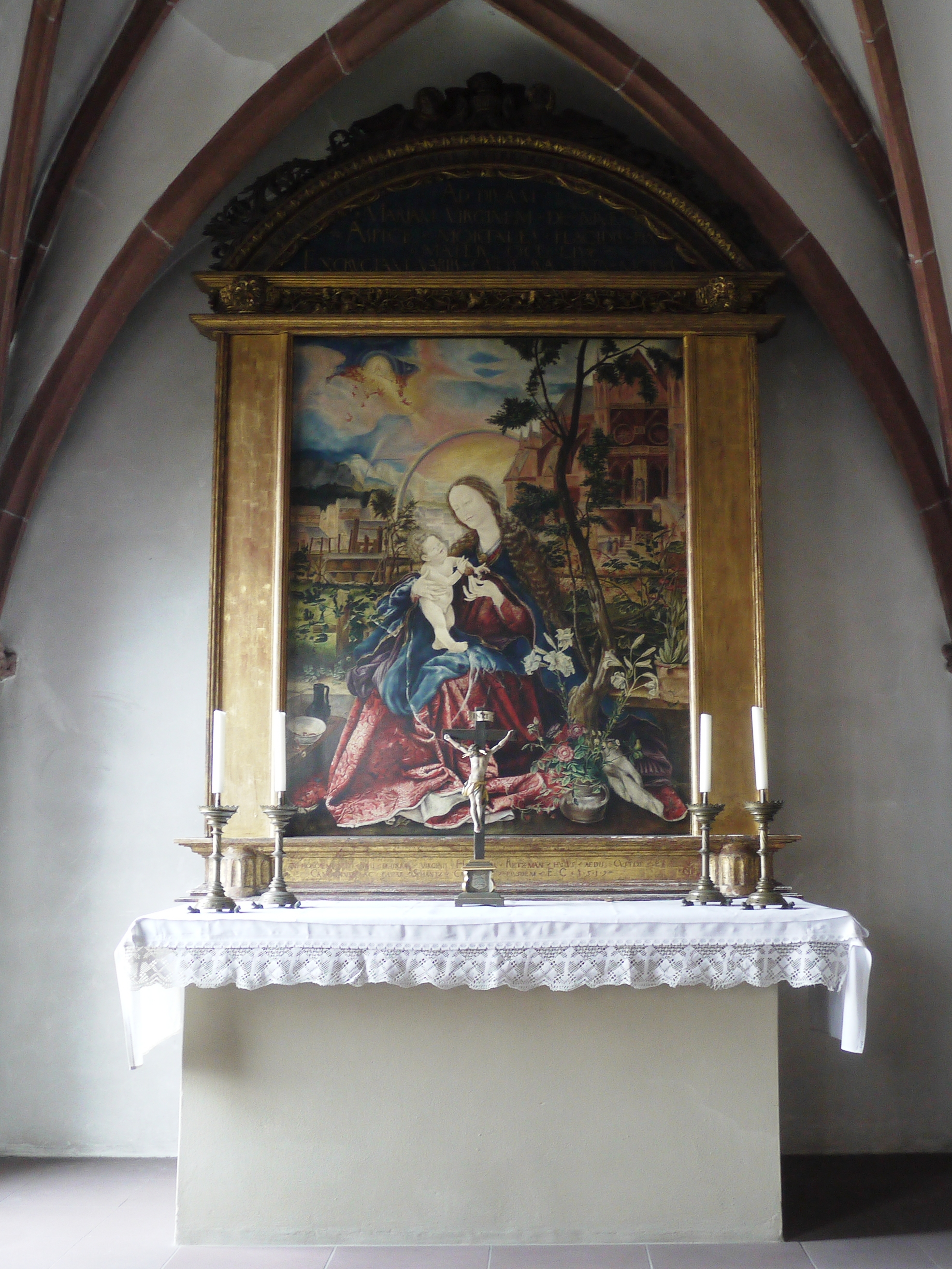
Kopie der Stuppacher Madonna für ihren Originalstandort Maria Schnee-Kapelle in der Stiftskirche St. Peter und Alexander (Aschaffenburg)

Zum 1. Mai 1933 trat Christian Schad in die NSDAP ein (Mitgliedsnummer 2.645.200). Nach der Machtübergabe an die  Nationalsozialisten wurde Schads Werk nicht wie das vieler anderer Künstler seiner Generation als „entartete Kunst“ eingestuft, keines seiner Werke wurde konfisziert, und 1937 konnte er zwei Gemälde zur „Großen deutschen Kunstausstellung“ einreichen, zum ersten und einzigen Mal.
Seine Bilder dieser Zeit besaßen nicht mehr die kühle Schärfe früherer Arbeiten, eine gewisse Leichtigkeit war dem Geschmack seiner Auftraggeber geschuldet. Dennoch musste er aufgrund seiner Dada-Vergangenheit befürchten, vom nationalsozialistischen Regime mit Berufsverbot belegt zu werden. Angesichts dieser Situation zog er sich ins innere Exil zurück, reduzierte das Malen auf einige wenige Werke und übernahm ab 1935 die Leitung eines Brauereibetriebs.
Schad begann eine intensive Auseinandersetzung mit ostasiatischer Mystik. 1936 zeigte das Museum of Modern Art in New York ohne sein Wissen einige der frühen Schadografien. In den Sommern hielt er sich zu Naturstudien in der Jagdhütte seiner Eltern im oberbayerischen Valepp auf. Auf der Suche nach einem Modell lernte er die junge Schauspielerin Bettina Mittelstädt (1921–2002) kennen. Während er sich wegen eines Porträtauftrags in Aschaffenburg aufhielt, wurde sein Berliner Atelier 1942 durch einen Bombentreffer zerstört. Danach übersiedelte er ganz nach Aschaffenburg, wo er den Auftrag zur Erstellung einer Kopie der Stuppacher Madonna von Matthias Grünewald erhalten hatte.

### Nachkriegszeit und Spätwerk

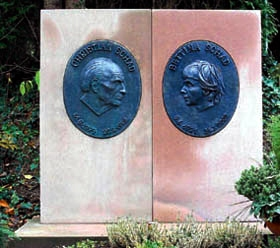
Grabstätte des Ehepaares Schad in Keilberg (Bessenbach)

1947 war das Jahr der Fertigstellung der Kopie und der Heirat mit Bettina Mittelstädt. In den fünfziger Jahren vollzog Schad eine Rückkehr zur expressiven Malerei und zur Druckgrafik, die Phase des „Magischen Realismus“ setzte ein. Er nahm an zahlreichen Ausstellungen im In- und Ausland teil, Reisen führten ihn und seine Frau nach Tunesien, Frankreich, Italien und in die Schweiz. Ab 1960 entstanden nach mehr als 40-jähriger Unterbrechung neue Fotogramme, die er in drei Werkzyklen bis 1977 weiterführte. 1962 zog das Ehepaar Schad in ein neugebautes Atelierhaus nach Keilberg bei Aschaffenburg. In den frühen siebziger Jahren kehrte Schad zur realistischen Malweise seiner neusachlichen Zeit zurück und veröffentlichte mehrere Grafikmappen. Etwa zeitgleich begann die „Wiederentdeckung“ Schads mit der wichtigen Ausstellung im Palazzo Reale in Mailand 1972 bis hin zur umfassenden Retrospektive in der Kunsthalle Berlin 1980.
Christian Schad starb am 25. Februar 1982 in Stuttgart; sein Grab befindet sich in Keilberg. Im Jahr 2000 schenkte Bettina Schad der Stadt Aschaffenburg den kompletten Nachlass ihres Mannes. Sie selbst starb am 31. März 2002.

## Werke (Auswahl)
- 1916: Marietta (Christian Schad Stiftung, Aschaffenburg)
- 1916: Kreuzabnahme (Christian Schad Stiftung, Aschaffenburg)
- 1919: Transmission ischiatique (Schadografie; Gilman Paper Collection, New York)
- 1919: Schadographie Nr. 11 (Schadografie; Museen der Stadt Aschaffenburg)
- 1920: Composition en M (Holzrelief), (Kunsthaus Zürich)
- 1927: Graf St.Genois d’Anneaucourt (Centre Georges-Pompidou, Paris)
- 1927: Selbstbildnis mit Modell (Tate Modern, London, als Leihgabe aus Privatbesitz)
- 1928: Portrait Dr. Haustein (Museo Thyssen-Bornemisza, Madrid)
- 1928: Egon Erwin Kisch (Hamburger Kunsthalle)
- 1928: Freundinnen (Privatbesitz)
- 1928: Lotte (Sprengel Museum Hannover)
- 1928: Sonja (Neue Nationalgalerie, Berlin)
- 1928: Agosta, der Flügelmensch, und Rasha, die schwarze Taube (Privatbesitz)
- 1929: Halbakt (Von der Heydt-Museum, Wuppertal)
- 1929: Maika (Privatbesitz)
- 1929: Operation (Städtische Galerie im Lenbachhaus, München)[9]
- 1929: Liebende Knaben (Museen der Stadt Aschaffenburg, Leihgabe Kurt-Gerd-Kunkel-Stiftung Aschaffenburg)
- 1930: Mexikanerin (Museen der Stadt Aschaffenburg)
- 1930: Fräulein Mulino von Kluck (Sammlung Würth)
- 1934:  Alix Baade, geb. Jenisch (Behnhaus, Lübeck)[10]
- 1934: Isabella (Privatbesitz)
- 1942: Bettina (Privatbesitz)
- 1947: Kopie der Stuppacher Madonna (Stiftskirche St. Peter und Alexander (Aschaffenburg))
- 1967: Die Umgebung (Schloss Johannisburg, Aschaffenburg)
- 1981: Selbstporträt (Radierung), (Privatbesitz)

## Einzelausstellungen (Auswahl)
- 1915: Kunstsalon Wolfsberg, Zürich
- 1916: Werblowski, Zürich
- 1920: Galerie Néri, Genf
- 1927: Galerie Würthle, Wien
- 1927: Galerie Neumann-Nierendorf, Berlin
- 1956: Galerie Gurlitt, Berlin
- 1956: Frankfurter Kunstverein
- 1964: Galerie Brockstedt, Hamburg
- 1970: Galleria Schwarz und Emilio Bertonati, Mailand
- 1972: Palazzo Reale, Mailand
- 1975: Schadographien 1918–1975, Von der Heydt-Museum, Wuppertal
- 1980: Staatliche Kunsthalle, Berlin[11]
- 1992: Christian Schad. Kunsthaus am Schloss, Aschaffenburg
- 1994: Hommage á Schad, Schadographien 1962 bis 1977. Städtische Galerie Kunsthalle Jesuitenkirche Aschaffenburg.
- 1997/98: Christian Schad (1894-1982), Städtische Galerie im Lenbachhaus und Kunstbau, München[12]
- 1998: Kunsthalle, Emden
- 1999: Christian Schad. Waitzinger Keller, Miesbach
- 2000: Schadographs, Mai Manó House of Photography, Budapest
- 2001: Städtische Galerie Wolfsburg
- 2002: Rupertinum, Museum für moderne Kunst, Salzburg
- 2003: Musée Maillol, Paris
- 2009: Leopold Museum, Wien
- 2009: Gemeentemuseum Den Haag

## Schriften
- Relative Realitäten. Erinnerungen um Walter Serner. Mit einer Nachbemerkung von Bettina Schad. Maro, Augsburg 1999, ISBN 3-87512-661-0.

## Ehrungen
- 1979: Verdienstkreuz 1. Klasse der Bundesrepublik Deutschland
- Im Rahmen der Serie „Deutsche Malerei des 20. Jahrhunderts“ erschien 1994 eine 100-Pfennig-Sonderbriefmarke der Deutschen Bundespost mit dem Motiv Maika.

## Namensgeber für die Schadographie
Schad war einer der ersten Künstler, die, beginnend in den Jahren ab 1919, Objekte auf lichtempfindlichem Papier ohne Zuhilfenahme einer Kamera belichteten. Schad war ein Vorreiter dieser als Fotogramm bekannten Technik, die nach ihm auch als „Schadographie“ bezeichnet wird.

## Institutionen

### Christian-Schad-Stiftung Aschaffenburg (CSSA)
Die Christian-Schad-Stiftung Aschaffenburg wurde als unselbstständige Stiftung der Stadt Aschaffenburg 1999 gegründet. Sie bewahrt den künstlerischen und privaten Nachlass und bereitet sein Werk kunsthistorisch auf.

### Christian Schad Museum in Aschaffenburg
Die Stadt Aschaffenburg errichtete bis Ende 2019 das Christian Schad Museum als ersten Bauabschnitt des neuen „Museumsquartiers“. Mehr als 3.200 Werke von der Malerei über die Schadographie bis hin zur Fotografie umfasst der Nachlass, den Schads Witwe Bettina in die Christian-Schad-Stiftung Aschaffenburg überführt hatte. Aschaffenburg ist damit weltweit der einzige Standort, der alle Schaffensperioden des „Meisters der neuen Sachlichkeit“ dokumentiert. Auf drei Etagen bietet das biografisch aufgebaute Museum eine einzigartige Gesamtschau des Künstlers. Es zeigt das künstlerische Werk in den Bereichen Malerei Graphik, Photographie und Schadographie. Das Museum konnte im Juni 2022 nach mehrjähriger Planung- und Bautätigkeit fertiggestellt und eröffnet werden.

### Christian-Schad-Archiv in Miesbach
Bereits Ende der 1980er Jahre hatte es zwischen Christian Schads Sohn Nikolaus und den Miesbacher Museumsfreunden Gespräche über eine mögliche Dauerausstellung am Geburtsort des Künstlers gegeben. Nikolaus Schad war bereit, der Stadt Miesbach 80 Werke seines Vaters zu schenken, wenn sie dafür ein „Christian-Schad-Zentrum“ errichtete oder zumindest geeignete Räumlichkeiten zur Verfügung stellte. Diese Pläne zerschlugen sich aus Kostengründen.
Ende 2017 erwarb die Stadt von Marie-Luise Richter, der Witwe von Schads langjährigem Galeristen und Verleger Günter A. Richter das Christian-Schad-Archiv. Es umfasst seit 1972 gesammelte Materialien zur Zusammenarbeit Schads mit der Edition Richter, private Korrespondenz und Autographen Schads sowie seines Freundes Walter Serner sowie ein ausführliches Werkverzeichnis und die komplette Sekundärliteratur über den Künstler. Das Archiv ist als eigenständiges wissenschaftliches Archiv dem Stadtarchiv angegliedert und soll in Zukunft öffentlich zugänglich sein.